# La de San Quintín
La de San Quintín es una obra de teatro de Benito Pérez Galdós, en tres actos, estrenada en el Teatro de la Comedia de Madrid el 27 de enero de 1894.

## Argumento
El acaudalado anciano Don José Manuel de Buendía, que convive con su hijo César, invita a Doña Rosario de Trastámara, Duquesa venida a menos, a pasar una temporada en su finca. Una vez instalada, Doña Rosario recibe la declaración de amor de Víctor, hijo ilegítimo de César. La duquesa llega a conocer esa circunstancia y cuando llega a oídos de César, éste le ofrece una importante cantidad de dinero a su hijo para que abandone la ciudad. Víctor lo rechaza por orgullo y dignidad. Rosario, favorablemente sorprendida por este gesto, finalmente acepta las proposiciones del joven y juntos deciden emprender una nueva vida en América.

## Personajes

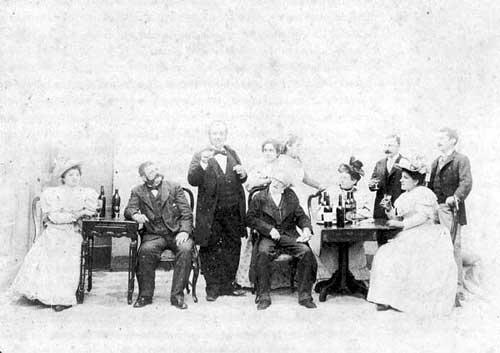
Imagen del estreno en 1894

- Rosario de Trastamara, Duquesa de San Quintín (27 años).
- Rufina (15 años).
- Lorenza, ama de Llaves de Buendía.
- Rafaela, Criada de La Duquesa.
- Señora 1.ª.
- Señora 2.ª.
- Señora 3.ª.
- Don César de Buendía (55 años), Padre de Rufina.
- Víctor (25 años).
- Don José Manuel de Buendía (88 años), Padre de D. César.
- El Marqués de Falfán de los Godos (35 años).
- Canseco, Notario, (50 años).
- Caballero 1.º.
- Caballero 2.º

## Representaciones destacadas
- Teatro de la Comedia, Madrid, 1894 (Estreno). Intérpretes: María Guerrero (Rosario), Emilio Thuillier (Víctor), Miguel Cepillo (Don César), Alfredo Cirera (Don José Manuel), María Cancio (Lorenza), Conchita Ruiz (Rufina).
- Teatro de la Princesa, Madrid, 1928. Intérpretes: María Palou, Teófilo Palou, Ernesto Vedia.
- Teatro María Guerrero, Madrid, 1983. Intérpretes: Diana Pedersen, Raúl Freire, Fernando Delgado (Don César), Aurora Pastor, Manuel Andrade, Andrés Resino, Pilar Puchol.
- Televisión: Estudio 1. 15 de agosto de 1983. Intérpretes: Rosa Vicente (Rosario), Fidel Almansa (Víctor), Fernando Delgado (Don César), Manuel Andrade (Don José Manuel), Pilar Puchol (Lorenza), Andrés Resino (Marqués).